# António Costa (politikus)
António Luís Santos da Costa (Lisszabon, 1961. július 17. –) portugál szocialista politikus, jogász, 2015 és 2024 között az ország miniszterelnöke. 2023. novemberében a kabinetfőnökét érintő korrupciós botrány miatt lemondott. 2024. december 1-jétől az Európai Tanács elnöke.

## Életpályája
António Costa 1961-ben született Lisszabonban, vegyes kulturális háttérrel: apja goai-indiai származású író volt, anyja portugál újságíró. Jogot végzett, de hamar otthagyta az ügyvédi pályát, mert inkább a politikában találta meg a helyét. A portugál Szocialista Párt (PS) egyik meghatározó figurájává vált, már a '90-es évektől kezdve különböző kormányzati posztokon dolgozott: volt igazságügyi miniszter, belügyminiszter, európai parlamenti képviselő is.
2007 és 2015 között Lisszabon polgármestere volt. Ez az időszak nagy lökést adott a karrierjének – sikerült rendbe tenni a város pénzügyeit, beindult a turizmus, és a városi közterek is megújultak. Innen lépett tovább országos szintre, és 2015-ben miniszterelnök lett.
A hatalomra jutása nem volt szokványos. A PS ugyan nem nyert többséget, de Costa összehozott egy ügyes politikai manővert: a baloldali pártok külső támogatásával kormányt alakított. A portugál sajtó ezt „geringonça”-nak (kb. „tákolmány”) nevezte, ami először inkább gúnyos volt, de a dolog működött. Sikerült stabilan kormányozni, sőt: a gazdaság növekedett, a költségvetés rendben volt, csökkent az államadósság, nőtt a minimálbér, és több szociális programot is bevezettek. A COVID-járványt Portugália viszonylag jól kezelte, gyors volt az átoltottság, és a gazdaság viszonylag hamar talpra állt.
Costa politikai stílusa pragmatikus: nem egy ideológiai harcos, inkább alkukat köt, kompromisszumokat keres, és igyekszik mindenkit valamennyire elégedetten tartani. Sokan ezért is hívták „Teflon-miniszterelnöknek”, mert a botrányok mintha leperegtek volna róla.
Ez azonban 2023 novemberében megváltozott. A hatóságok házkutatást tartottak a miniszterelnöki hivatalban és Costa közvetlen környezetében is, korrupciógyanús lítium- és hidrogénüzletek miatt. Bár őt magát nem vádolták meg, és az ügy továbbra is nyomozás alatt áll, lemondott, hogy ne akadályozza az igazságszolgáltatást – ez viszonylag ritka lépés egy európai vezetőtől.
Ezután néhány hónapig ügyvivőként vitte tovább a kormányzást, majd 2024 tavaszán távozott. Nem sokkal később, 2024 júniusában az Európai Tanács elnökévé választották – ez az EU egyik legmagasabb tisztsége. Feladata most az, hogy az európai állam- és kormányfőket egységbe tartsa olyan ügyekben, mint Ukrajna támogatása, az EU versenyképessége vagy az Egyesült Királysággal való kapcsolatok rendezése.
Costa házas, kétgyerekes apa, rajong a Benficáért, és bár politikai pályája során sokszor alábecsülték, mégis az EU egyik legbefolyásosabb vezetője lett – egy olyan időszakban, amikor a kompromisszumkészség ritka valuta.